# Геман, Гарольд
Гарольд Уэбстер Геман-младший (англ. Harold Webster Gehman Jr., род. 15 октября 1942 года в Норфолке, штат Виргиния) — четырёхзвёздный адмирал Военно-морских сил США, Верховный главнокомандующий Вооружёнными силами НАТО в Атлантике (SACLANT) в 1997—2000 годах, Командующий Межвидового командования Вооружённых сил США в 1999—2000 годах, Вице-начальник военно-морских операций ВМС США в 1996—1997 годах; один из начальников Единого командования ВС США. Был сопредседателем комиссии по расследованию нападения на эсминец «Коул» ВМС США в 2000 году и председателем Комиссии по расследованию катастрофы шаттла «Колумбия».

## Военная карьера
Родился 15 октября 1942 года в городе Норфолк (штат Виргиния). Окончил в 1965 году Университет штата Пенсильвания со степенью бакалавра в области промышленной инженерии. Был призван в ряды моряков ВМС США, проходил начальную подготовку в Учебном корпусе офицеров запаса. Прошёл всю службу в качестве офицера надводных сил ВМС США. 
Начинал службу во Вьетнаме в качестве командира катера типа Patrol Craft Fast, позже командовал соединением из шести катеров в провинции Чу Лай. С марта 1971 по февраль 1973 года — офицер экипажа лидера эскадренных миноносцев «Митшер».
С августа 1975 по январь 1976 — слушатель Колледжа командования вооружённых сил. С января 1976 по июнь 1978 — командир спасательного судна «Консёрвер», с декабря 1980 по сентябрь 1983 — эсминца с УРО «Дальгрен», с февраля 1988 по июнь 1989 — ракетного крейсера «Белнап», с июля 1993 по июль 1994 — 8-й группы крейсеров и эсминцев.
Нёс службу в составе командования авианосной ударной группы, в штабе командования флота, в штабе Объединённого командования и в штабе Начальника военно-морских операций (четыре командировки). В 1996 году произведён в четырёхзвёздные адмиралы, в сентябре того же года стал Вице-начальником военно-морских операций, войдя в Объединённый комитет начальников штабов. В должности вице-начальника он отвечал за реализацию бюджета флота размером 70 млрд долларов США, а также реализовывал политику в отношении 375 тысяч военнослужащих флота.
С сентября 1997 года — Верховный главнокомандующий Вооружёнными силами НАТО в Атлантике (SACLANT).
В 1999—2000 годах — начальник Межвидового командования Вооружённых сил США.
В отставке с октября 2000 года.

## Награды
- Медаль «За выдающуюся службу» с дубовыми листьями
- Орден «Легион почёта» степени легионера с тремя золотыми звёздами
- Бронзовая звезда с буквой V
- Медаль «За похвальную службу»
- Похвальная медаль Объединённого командования
- Медаль «За успехи»[англ.] ВМС и Корпуса морской пехоты со звездой
- Лента участника боевых действий
- Награда «За образцовое единство подразделения» I степени
- Похвальная благодарность части ВМС США
- Лента боевой эффективности ВМС США[англ.]
- Медаль «За службу национальной обороне» с бронзовой звездой
- Медаль «За службу во Вьетнаме» с тремя звёздами
- Лента службы в ВМС и Корпусе морской пехоты на море[англ.] с четырьмя звёздами
- Лента службы в ВМС и Корпусе морской пехоты за границей[англ.] с четырьмя звёздами
- Крест «За храбрость» (Южный Вьетнам)
- Медаль «За гражданские действия» (Южный Вьетнам)
- Медаль «За кампанию во Вьетнаме» (Южный Вьетнам)
- Значок офицера по боевым действиям надводных сил ВМС США[англ.]

## После службы
В 2003 году Гарольд Геман возглавил Комиссию по расследованию катастрофы шаттла «Колумбия». Также он вместе с генералом Уильямом Краучем возглавлял Комиссию при Министерстве обороны по расследованию нападения на эсминец «Коул» в составе Комитета по реорганизации и закрытию баз (BRAC). Руководитель практик для старшекурсников в Национальном университете обороны.

## Личная жизнь
Супруга — Джанет Ф. Джонсон (англ. Janet F. Johnson). Дети — Кэтрин и Кристофер.